# Ljungsjön, Närke
Ljungsjön är en sjö i Arboga kommun i Närke och ingår i Norrströms huvudavrinningsområde. Sjön har en area på 0,0276 kvadratkilometer och ligger 36,1 meter över havet.
Sjön ligger delvis, den norra halvan, inom naturreservatet Amerika.

## Delavrinningsområde
Ljungsjön ingår i det delavrinningsområde (657981-150048) som SMHI kallar för Mynnar i Hjälmaren. Medelhöjden är 35 meter över havet och ytan är 20,18 kvadratkilometer. Det finns ett avrinningsområde uppströms, och räknas det in blir den ackumulerade arean 32,39 kvadratkilometer. Vattendraget som avvattnar avrinningsområdet har biflödesordning 2, vilket innebär att vattnet flödar genom totalt 2 vattendrag innan det når havet efter 181 kilometer. Avrinningsområdet består mestadels av skog (63 procent), öppen mark (10 procent) och jordbruk (15 procent). Avrinningsområdet har 0,03 kvadratkilometer vattenytor vilket ger det en sjöprocent på 0,1 procent.